# 이지우 (배우)
이지우(2002년 6월 26일 ~ )는 대한민국의 배우이다.

## 출연작

### 드라마
- 잉여공주(tvN, 2014년) - 안마녀의 딸 역
- 마법 천자문 (KBS2, 2014년) - 삼장 역
- 감격시대 (KBS2, 2014년) - 어린 신청아 역
- 인수대비 (JTBC, 2011년) - 공혜왕후 역
- 솔약국집 아들들 (KBS2, 2009년) - 어린 오은지 역
- 애자 언니 민자 (SBS, 2008년) - 이다린 역

### 영화
- 완전 소중한 사랑 (2013년) - 어린 조이 역
- 손님 - 나루 역
- 육혈포 강도단 (2010년) - 영희 손녀 역

### CF
- 포스코